# Van Doorens kapelletje

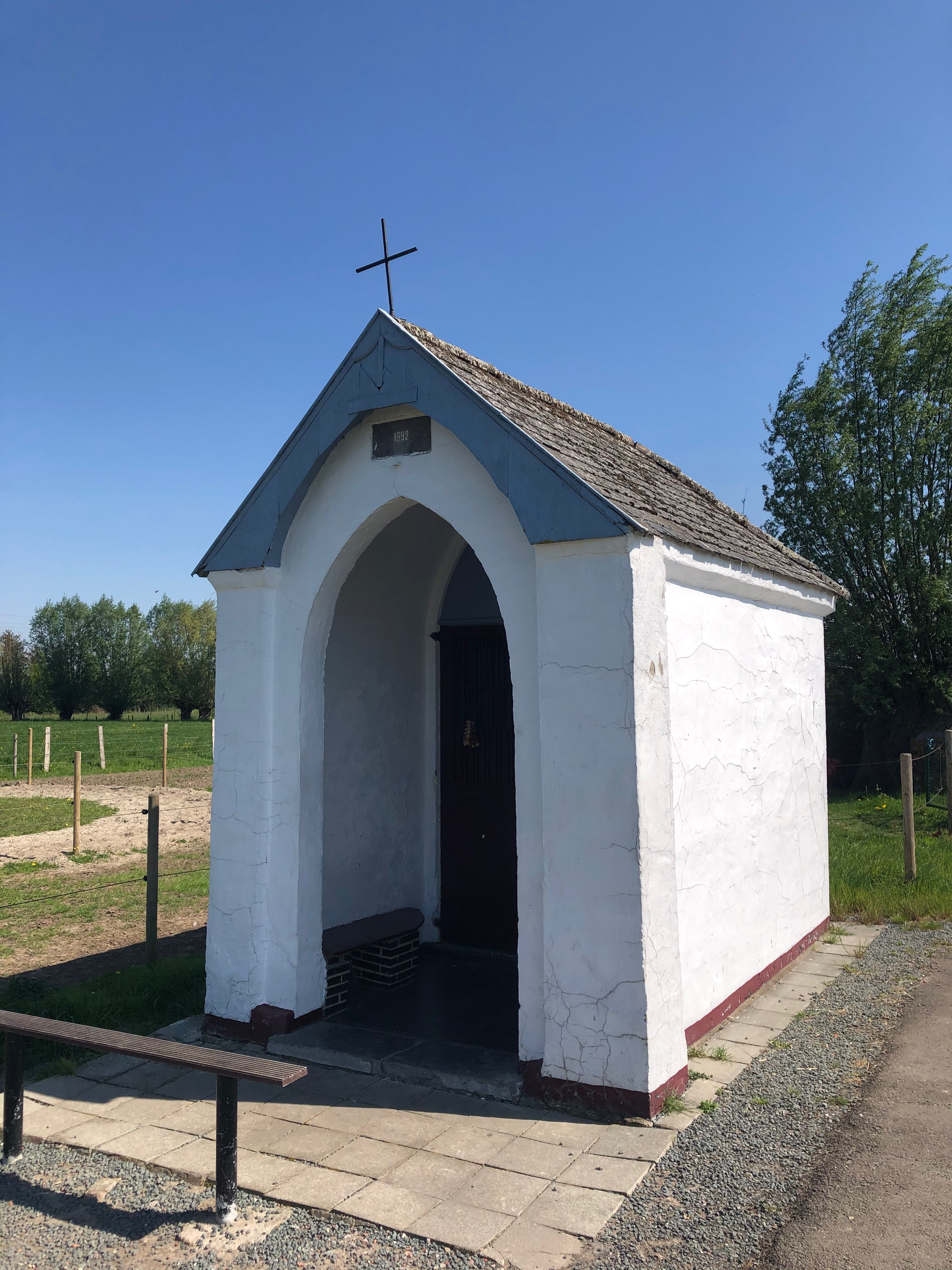
Van Doorens kapelletje

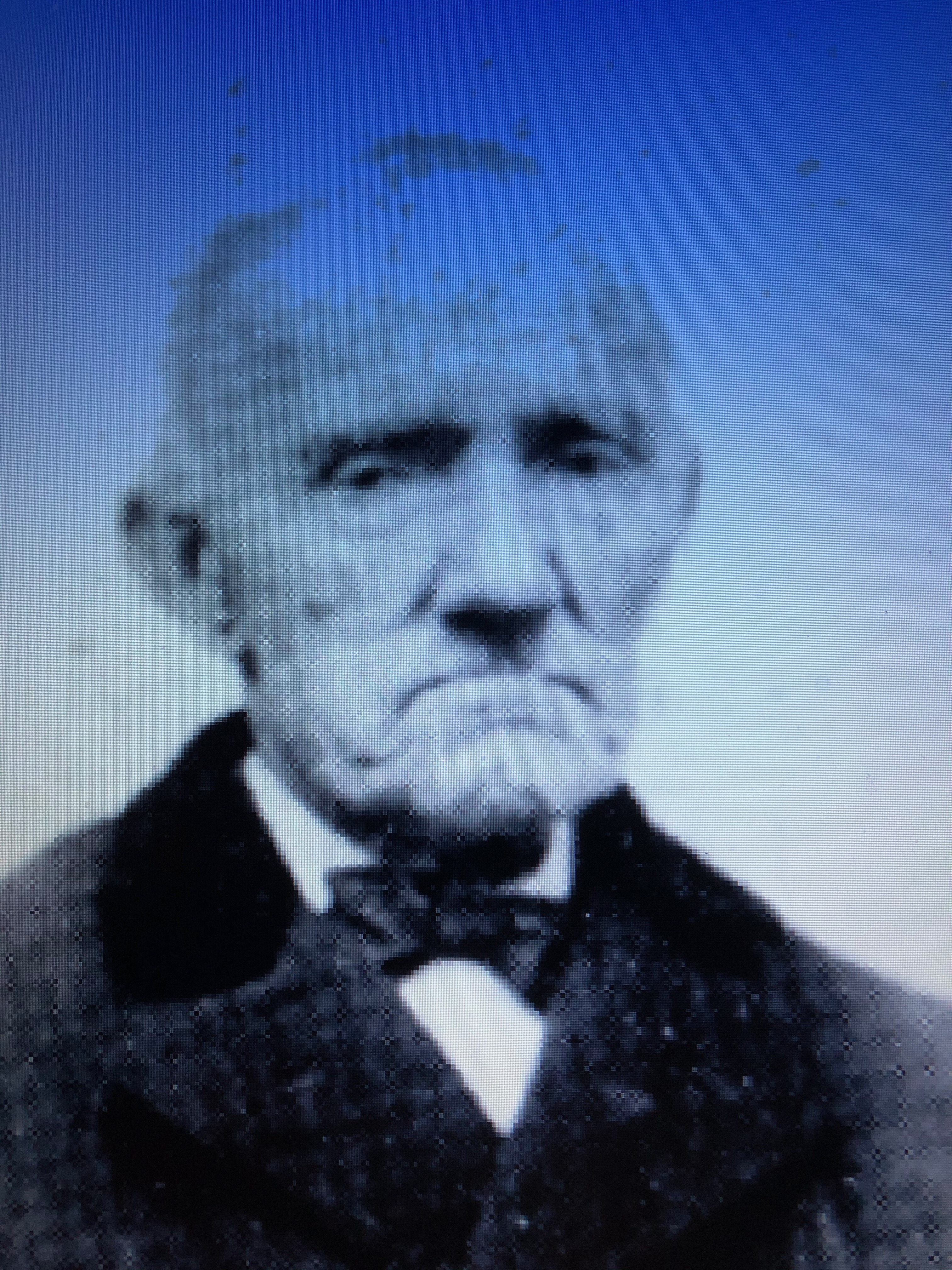
Antoon Van Dooren

Van Doorens kapelletje is een kapel in Buggenhout.
De kapel, ter ere van Onze-Lieve-Vrouw van de Heilige Rozenkrans, is gelegen aan een eeuwenoude kerkwegel die inwoners van Opstal vaak gebruikten om naar het centrum van Buggenhout te gaan. De kapel werd in 1892 gebouwd door Antoon Van Dooren om een gunst te bekomen; vandaar dat deze kapel in de volksmond ook het Van Doorens kapelletje genoemd wordt. Het onderhoud wordt door de buren verzorgd.
De kapel is bouwkundig erfgoed.